# Speckled Red
Speckled Red (* 23. Oktober 1892 in Monroe, Louisiana; † 2. Januar 1973 in St. Louis, Missouri; eigentlich Rufus Perryman) war ein US-amerikanischer Blues- und Boogie Woogie Pianist und Sänger.

## Leben und Wirken
Speckled Red war der ältere Bruder von Piano Red; ihre Spitznamen rührten daher, dass beide Albinos waren. Die Brüder wuchsen jedoch getrennt auf und haben nie miteinander aufgenommen. Speckled Red und Piano Red spielten beide einen lärmenden Barrelhouse Piano/Boogie-Woogie Stil, wobei Speckled Red öfters auch langsame Bluestitel spielte, wie seine beiden Versionen von The Right String (But the Wrong Yo-Yo), das Speckled Red erstmals 1930 einspielte; sein Bruder hatte zwanzig Jahre später mit dem Song einen Hiterfolg. 
Die Familie zog in Speckled Reds Jugendjahren zunächst nach Detroit, dann nach Atlanta, nachdem sein Vater die damals gültigen Rassentrennungsgesetze nicht beachtet hatte. Schließlich ließ sich die Familie in Hampton (Georgia) nieder, wo seine Geburt ein paar Jahre später registriert wurde. Die Familie selbst, die aus Perryman und sieben Brüdern und Schwestern bestand, hatte wenig musikalischen Hintergrund; daher war Speckled Red Autodidakt, Er war beeinflusst von seinem Idol Fishtail, außerdem von Charlie Spand, James Hemingway und Will Ezell (dazu in früher Jugend inspiriert von Paul Seminole in einem Filmtheater) und lernte Orgelspiel in einer örtlichen Kirche.
In seiner Jugendzeit spielte er bei Partys; er zog dann als junger Erwachsener zurück nach Detroit, wo er überall auftrat, auch in Nachtclubs und Bordellen. Er wurde schließlich von einem Talent scout des Labels Brunswick entdeckt, kurz bevor er nach Memphis zog. Dort hatte er 1929 seine erste Aufnahmesession, bei der seine zwei klassischen Titel für Brunswick entstanden, Wilkins Street Stomp und sein Hit The Dirty Dozens.
Speckled Reds Song The Dirty Dozens, ein legendärer Austausch von Beleidigungen und vulgären Bemerkungen, wurde zum festen Bestandteil der afro-amerikanischen Kultur.
I want all you women to fall in line
And shake yo shimmy like i’m shakin’ mine
You shake yo shimmy and you shake it fast
If you can’t shake the shimmy, shake yo’ yes yes yes
You a dirty mistreater, a robber and a cheater
Stick you in a dozens and you poppa aint yo cousin
And yo mama do the lordylord
Im folgenden Jahr 1930 nahm er erneut auf; in Chicago entstand der bemerkenswerte Titel The Dirty Dozens No. 2, der jedoch bei weitem nicht so erfolgreich war wie sein Vorgänger. Der Pianist war daraufhin ohne Plattenvertrag und trat dann vor allem in Bars rund um Memphis und St. Louis auf.
In Aurora (Illinois) nahm er 1938 einige Titel mit dem Slide-Gitarristen Robert Nighthawk und dem Mandolinespieler Willie Hatcher für Bluebird Records auf (St. Louis Stomp, Welfare Blues), die ihm jedoch wenig Erfolg einbrachten. In den 1940ern zog er nach St. Louis und setzte seine Karriere fort, indem er vorwiegend in Kneipen und kleineren Restaurants spielte und daneben jobbte.
Seine Wiederentdeckung wurde möglich, weil Charlie O’Brien, ein Polizist aus St. Louis und Bluesfan, seine beruflichen Untersuchungsmethoden darauf anwandte, in den 1950er Jahren verschollene alte Bluesmusiker aufzuspüren. O’Brian spürte Speckled Red am 14. Dezember 1954 auf, woraufhin er bald einen Plattenvertrag bei dem jungen Chicagoer Label Delmark Records als deren erster Blueskünstler abschließen konnte. 1957 nahm er drei Titel auf, Dad’s Piece, Oh Red und Early in the Morning; Ende der 1950er und in den 60er Jahren erfuhr er dann ein gewisses Wiedererwachen von Interesse an seiner Musik, wobei seine Fähigkeiten noch beachtlich waren. Er trat in diesen Jahren rund um St. Louis in der Traditional Jazzszene auf, meist als Pausenpianist für die Dixie Stompers, hatte Auftritte mit der Dixie Matinee und im St. Louis Jazz Club. 1956/57 entstanden noch Aufnahmen für die Label Tone, Delmark, Folkways und Storyville Records. 
1959 war er in Europa mit Chris Barber auf Tournee; während seines Aufenthalts in Dänemark nahm er verschiedene seiner alten Titel für das Album The Dirty Dozen auf. 1960 wurde in Großbritannien das von Steve Lane produzierte Solo-Album Oh! Red eingespielt. 1961 spielte er auf dem University of Chicago Folk Festival und in Dayton (Ohio) mit Gene Mayls Dixieland Rhythm Kings. Ende der 1960er Jahre hatte er aufgrund seines Alters nur noch wenige Auftritte; er starb am 2. Januar 1973.
Für die Autoren John Jörgensen und Erik Wiedemann gehört Speckled Red zu den bedeutendsten Blues- und Boogie Woogie-Pianisten seiner Zeit, der jedoch wenig Erfolg beim Publikum hatte.

## Diskographische Hinweise
- 196?: Blues in Europe Storyville
- 1971: Oh Red VJM
- 197?:	Piano Blues	Storyville
- 1991:	Blues Masters, Vol. 11 Storyville
- 1994: Complete Recorded Works 1929-1938 Document
- 1996: Dirty Dozens Delmark
- Barrelhouse Blues	Smithsonian Folkways Recordings
- In London 1960 VJM[5]